# 张吉明
张吉明（1969年9月—），男，中华人民共和国外交官，曾任中华人民共和国驻冈比亚共和国特命全权大使。

## 生平
1991年，进入中华人民共和国外交部工作，先后在驻乌干达大使馆、外交部干部司、驻英国大使馆、外交部西欧司、外交部欧洲司任职。2008年，任驻欧盟使团参赞。2009年，任外交部办公厅参赞兼处长。2011年，升任外交部办公厅副主任。2013年，任驻英国大使馆公使衔参赞。2016年，出任中华人民共和国驻冈比亚大使。2018年10月，自驻冈比亚大使离任。11月，回任外交部办公厅副主任。2023年，任中国人民外交学会副会长。同年，卸任学会副会长一职。

## 家庭
已婚，有一女。